# Ich will den Kreuzstab gerne tragen
Ich will den Kreuzstab gerne tragen (in tedesco, "Voglio portare la croce con gioia") BWV 56 è una cantata di Johann Sebastian Bach.

## Storia
La cantata Ich will den Kreuzstab gerne tragen venne composta da Bach a Lipsia nel 1726 e fu eseguita per la prima volta il 27 ottobre dello stesso anno in occasione della XIX domenica dopo la Trinità. Il libretto è di Johann Franck per il quinto movimento, mentre è di autore sconosciuto per i rimanenti. Nel manoscritto originale, Bach intitolò genericamente la BWV 56 come Cantata à Voce Sola e Stromenti.
Il tema musicale dell'ultimo movimento è tratto dall'inno Du, o schönes Weltgebäude del compositore Johann Franck, pubblicato nel 1653.

## Struttura
La cantata è scritta per basso solista, coro, violino I e II, oboe I e II, fagotto, viola e basso continuo ed è suddivisa in cinque movimenti:
1. Aria: Ich will den Kreuzstab gerne tragen, per tutti.
2. Recitativo: Mein Wandel auf der Welt, per basso e continuo.
3. Aria: Endlich, endlich wird mein Joch , per basso, oboe e continuo.
4. Recitativo: Ich stehe fertig und bereit, per basso, archi e continuo.
5. Corale: Komm, o Tod, du Schlafes Bruder, per tutti.